# 甲氧滴滴涕
甲氧滴滴涕（英語：Methoxychlor），別名甲氧氯，灭虫氧氯等。是滴滴涕衍生物中最重要的一个品种。用作杀虫剂。

## 制备
可由茴香醛与三氯乙醛在硫酸或三氟化硼存在下缩合而得。

## 性质
为白色或乳黄色固体。难溶于水，能溶于乙醇和石油，易溶于苯和二甲苯。它对氧较稳定，对碱也较滴滴涕稳定，不易与醇钠发生脱氯化氢反应。

## 毒性
毒性分级为中毒，不会在动物脂肪中积累。因此应用广泛。但其仍有一定毒性。
大鼠急性经口LD50>10000mg/kg（6000mg/kg)，大鼠急性经皮LD50>10000mg/kg。对兔皮肤和眼睛有轻度刺激作用。大鼠经口30d无作用剂量为500mg/kg，2年喂养试验无作用剂量为200mg/kg。狗1年喂养试验无作用剂量为300mg/kg。动物试验未见致畸、致癌、致突变作用。野鸭LD50>2000mg/kg，鹌鹑>5000mg/kg，野鸡>5000mg/kg。虹鳟鱼LC50为45μg/L（24h)，蜜蜂LD50为165.5μg/只。
其代谢产物为HPTE（2,2-双(对羟苯基)-1,1,1-三氯乙烷）。